# 卡里勒鲁埃
卡里勒鲁埃（法語：Carry-le-Rouet，法語發音：[kaʁi lə ʁwɛ]）是法国普罗旺斯-阿尔卑斯-蓝色海岸大区罗讷河口省的一个市镇，属于伊斯特尔区。

## 地理
卡里勒鲁埃（43°19'55"N, 5°9'7"E）面积10.1 平方千米，位于法国普罗旺斯-阿尔卑斯-蓝色海岸大区罗讷河口省，该省份为法国东南部沿海省份，北起沃克吕兹省，西接加尔省，南濒地中海，东临瓦尔省。
与卡里勒鲁埃接壤的市镇（或旧市镇、城区）包括：马蒂格新堡、昂叙埃斯拉勒多讷、索塞莱潘。
卡里勒鲁埃的时区为UTC+01:00、UTC+02:00（夏令时）。

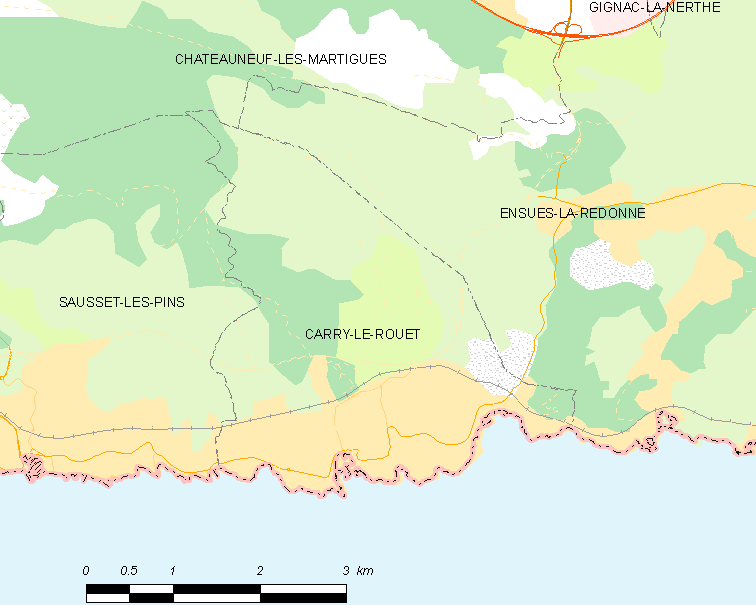
卡里勒鲁埃的OSM定位图

## 行政
卡里勒鲁埃的邮政编码为13620，INSEE市镇编码为13021。

## 政治
卡里勒鲁埃所属的省级选区为马里尼亚讷县。

## 人口

1962-2008年间卡里勒鲁埃人口变化图示

卡里勒鲁埃于2022年1月1日时的人口数量为5717人。

## 友好城市
- 德国 迪特曼斯里德
- 義大利 布塞托